# Per caso o per azzardo
Per caso o per azzardo (Hasards ou coïncidences) è un film del 1998 diretto da Claude Lelouch

## Trama
Miriam, ballerina di successo e vedova con un figlio, gira un film a Venezia e conosce Pierre, un pittore che dipinge "falsi". Dopo essersi messi insieme, Pierre e il figlio di lei muoiono in mare.
A questo punto Miriam, con una telecamera, riprende tutto ciò che voleva vedere il figlio: gli orsi in Canada, una stella del football americano e i tuffatori dalle scogliere di Acapulco.
Le rubano la borsa con la telecamera e lei compra una nuova telecamera e torna a riprendere tutto ciò il figlio avrebbe voluto vedere. La telecamera rubata finisce in mano a Marc Deschamps, un attore di teatro che si mette alla disperata ricerca di Miriam.
Il film finisce con Marc a teatro in un suo spettacolo che omaggia Miriam in platea, che si mette a piangere per la commozione.